# Druck
Druck, znan kao i Dryutesk u srednjem vijeku.
Danas ovaj grad kao naselje ne postoji.
Nalazi se u Bjelorusiji, u Mahiljovskoj oblasti, 40 km (25 milja) zapadno od Mahiljova i 135 km (80 milja) istočno od Minska.